# Progetto Cadmus
Il progetto Cadmus è un progetto di ingegneria genetica immaginario dell'Universo DC. Fu creato da Jack Kirby come "progetto DNA" in Superman's Pal Jimmy Olsen n. 133 (ottobre 1970), ed era guidato dalla ex Newsboy Legion. Le sue creazioni più note sono il Guardiano Dorato (clone del Guardiano originale) e Dubbilex, un DNAlien telepatico che somiglia ad un alieno a grandezza naturale ma con le corna.

## Storia
Dabney Donovan era uno "scienziato pazzo" che fu licenziato dal progetto perché sentiva che non avrebbe mai potuto esserci un limite alla comprensione del potenziale del codice genetico. Donovan fu largamente accreditato per le creazioni non-umane del progetto, a cui ci si riferiva come ai "DNAliens" (cloni umani alterati geneticamente per scoprirne le potenzialità super umane e donando loro anche un aspetto tipico da alieno), vari cloni normali e mostri basati sui film horror preferiti dello stesso Donovan. Ci sono anche dei super umani che si autodefiniscono "Hairies", super hippies che svilupparono una conoscenza di base evoluta, e che svilupparono il trasporto ed una tecnologia difensiva oltre la comprensione degli umani contemporanei. Gli Hairies vivono al di fuori del controllo del progetto Cadmus, vivendo all'interno di una "Montagna del Giudizio" mobile, che li tiene costantemente nascosti sia dagli affari del Cadmus che dalla società in generale. Prima di muoversi nella "Montagna", gli Hairies vivevano in una foresta di case sugli alberi viventi chiamata "L'Habitat", che si trova subito fuori da alcuni impianti del progetto Cadmus.
Il progetto ha un'azienda "concorrente" nella forma della Evil Factory, un progetto di creazione di mostri messo insieme da Darkseid come parte dell'Intergang e diretta da due dei suoi servi chiamati Simyan e Mokkari. Questi furono originariamente creati dal progetto Cadmus, ma a causa della crudeltà dell'esperimento condotto dal Dr. Donovan in persona, svilupparono un forte odio verso tutta l'umanità. Formarono un'enclave scientifico chiamato "Brigadoom" come mezzo per compiacere Darkseid creando un esercito di mostruosi costrutti genetici. Sono costantemente all'opera per creare nuove entità che assistano Darkseid nella regolazione dell'equazione Anti-Vita, che è il perché esiste anche sulla Terra. Questo permise a Darkseid e ai suoi lacché, come Simyan e Mokkari, di governare sui propri ambienti.
Dopo la Crisi sulle Terre infinite, il progetto fu reinserito come progetto Cadmus, chiamato così dopo la leggenda greca di Cadmo, che creò dei guerrieri dai denti di un drago.
Prima di creare il progetto DNA, Kirby scrisse una storia di cloni chiamata The Cadmus Seed in Alarming Tales.
La versione post-Crisi ebbe la sua prima comparsa in Superman Annual n. 2 (1988). Questo progetto fu il responsabile della creazione di Superboy, clonato da materiale genetico ottenuto sia da Superman che da Lex Luthor. Superboy fu successivamente liberato dai cloni della Newsboy Legion, che ora, da adulti, lavoravano per il progetto Cadmus. Un clone di Guardiano, un altro fu-grande eroe, lavorava nell'impianto. Un altro membro dello staff è Dubbilex, un "DNAlien" con poteri telepatici.
Il Cadmus fu diretto per un po' dal direttore Westfield. Dopo la morte di Superman per mano di Doomsday, Westfield fece lavorare gli scienziati del Cadmus sul suo corpo in "The Legacy of Superman" n. 1 (1993). Dopo che l'approssimazione del suo DNA fu creato, Westfield fece prendere il suo corpo da un clone di Guardiano, di nome Auron, dopo averlo fatto scontrare con la Newsboy Legion e i loro "padri" adulti. Auron arrivò quasi ad uccidere i cloni, facendoli schiantare sulla terra dell'Habitat, prima che i ricordi del Guardiano ritornassero. L'unica copia di DNA di Superman acquisita fu portata nello spazio. I Legion adulti quindi sfidarono Westfield apertamente e considerarono la possibilità di chiudere il progetto Cadmus.
Dabney Donovan, sempre matto, ritornò numerose volte per infastidire il progetto Cadmus, come catturare la Newsboy Legion adulta e sottoponendola a vari tormenti. Si alleò anche con le forze di Apokolips.
Il Cadmus entrò anche in conflitto con le forze di Lex Luthor in una storia di Superman chiamata The Fall of Metropolis. La storia presentò una "peste da clone" con un sacco di cloni che si ammalavano e che a volte morivano. Presto, il Cadmus fu distrutto del tutto. Tuttavia, il progetto prese vantaggio su tutto ciò per diminuire la clandestinità.

### Nuova direzione
In Superboy n. 57, il progetto fu indirizzato sotto una nuova direzione, dopo il ritiro dei Newsboys. Il nuovo capo del progetto fu Mickey "il Meccanico" Cannon, un ex Suicide Slum residente per la reputazione di essere abile nel "sistemare" tutto, una macchina o un paese. Il nuovo capo della genetica fu il Dr. Sterling Roquette, un genio adolescente con una venerazione maniacale per Guardiano e Superboy. Anche Dabney Donovan fu ripreso, sotto guardia armata. Cannon fece anche sì che il progetto Cadmus fosse più aperto al pubblico.
Dopo il periodo del progetto passato sotto la direzione della Evil Factory, si rivelò essere una parte di un'organizzazione chiamata L'Agenda. Quest'ultima fu diretta dall'ex-moglie di Lex Luthor, La Contessa. Questa "Agenda" clonava le persone per i propri scopi. Uno dei suoi agenti, Amanda Spence, uccise la ragazza di Superboy, Tana Moon. L'Agenda soffrì di una crisi per mano di una moltitudine di supereroi, inclusi esseri super potenziati ammutinati dei loro stessi ranghi.

### Fine
Quando Luthor divenne Presidente degli Stati Uniti, Cannon e Guardiano si sentirono a disagio a causa della quantità di pressione sul progetto da parte del nuovo governo. Dopo la guerra di Imperiex, l'intero progetto svanì.
Le strutture abbandonate, tre miglia sotto Metropolis, si videro più in là. Lex Luthor (non più Presidente) e molti dei suoi soci si appropriarono degli edifici per uso privato.
Nella serie a fumetti 52 si vede che il progetto Cadmus è ancora in funzione.

### Countdown
Non fu prima di Countdown Week 33 che il progetto non riemerse, ed era ancora guidato da Mike Cannon. Andò in cerca di Jimmy Olsen offrendogli la possibilità di lavorare per il Cadmus al fine di scoprire il mistero dei suoi nuovi super poteri.
Dopo l'arrivo al progetto, Olsen fu salutato da Dubbilex e da Serling Roquette. Roquette portò Jimmy da parte perché potesse imparare qualcosa sui suoi poteri. Però quando i suoi poteri cominciarono ad andare fuori controllo, preferì fuggire dal progetto Cadmus, piuttosto che rischiare di ferire qualcuno.

### L'amico di Superman, Jimmy Olsen
Nell'autoconclusivo Superman's Pal, Jimmy Olsen del dicembre 2008, Jimmy scoprì che il progetto era coinvolto nella creazione di Nome in Codice: Assassino, e fece ritorno al progetto. Trovò l'edificio abbandonato, eccetto per Dubbilex. Dubbilex gli spiegò che il Progetto fu assegnato dal governo ad un nuovo progetto militare con un piano di sterminio degli alieni. Raccontò a Jimmy le origini di Nome in Codice: Assassino, e gli chiese di trovare Guardiano. Quindi morì a causa delle ferite.

## Versioni alternative

### Terra-51
Una dimensione alternativa presentò un Progetto Cadmus che divenne come il punto d'incontro dei personaggi Buddy Blank, Kamandi e Brother Eye.

### All Star Superman
Nel fumetto esterno alla continuità All Star Superman, la presa moderna di Grant Morrison sulla Silver Age incluse il D.N.A. P.R.O.J.E.C.T. che fu resuscitato da uno scienziato di nome Leo Quintum. Un commento indicò che quest'organizzazione formò tutto il gruppo militare "Cadmus". Sotto Quintum, il P.R.O.J.E.C.T. si dedicò all'"ingegnerizzazione di nuove forme umane", inclusi nuovi droni lavoratori di Bizzarro, giganti che potevano viaggiare nello spazio sotto il proprio potere, ed un microscopico "nanonauta" che sbloccava i misteri del mondo sub-atomico. L'obiettivo finale del P.R.O.J.E.C.T. era quello di creare un rimpiazzo di Superman, nel caso fosse successo qualcosa all'originale.
Si scoprì che il P.R.O.J.E.C.T. creò una formula per fornire la forza e la resistenza pari a quella di Superman ad una persona comune, ma tutti coloro soggetti ai test finirono per bruciare. Marchiati con "Non aprire fino al Giorno del Giudizio", Jimmy Olsen bevve il contenuto di una fiala e si trasformò in un essere enorme con la pelle grigia e delle sporgenze ossee. Grazie a ciò riuscì a fermare il Superman affetto dalle conseguenze dell'esposizione alla kryptonite nera. Entrambi uscirono da lor calvario scossi ma incolumi.
Successivamente, l'assistente del Dr. Quintum cosa sarebbe accaduto alle persone se Superman non fosse mai ritornato dal Sole. L'ultima pagine del fumetto è un pannello del Dr. Quintum che dice: "Sono sicuro che penseremo a qualcosa" e spaziando con la vista, bloccò una porta del P.R.O.J.E.C.T. con un emblema di Superman modificato per sembrare un "2".

### Cadmus One Million
Il nome "Progetto Cadmus" sopravvisse fino all'DCCCLIII secolo. Ha una posizione di autorità sul Superboy di quest'epoca, che è il milionesimo clone dell'originale. Ebbe due missioni da compiere per loro: cercare il JLA Bizzarro Clone Terrorist e cercare delle tracce del DNA del XX secolo che il Cadmus aveva individuato. Anche il Cadmus pensava che le tracce ritrovate fossero in Artide, lo si trovò galleggiante nella cintura di asteroidi del sistema solare. Era un umanoide in una camera di stasi. Si scoprì più tardi che si trattava di Lobo.

## Altri media

### Televisione
- Il Progetto Cadmus (o più semplicemente Cadmus) fu presentato come nemico principale della Justice League nella prima e seconda stagione della serie animata Justice League Unlimited. Fu descritta dal Dr. Hamilton a Superman come "Allibratori, politici, criminali, e mercenari da lavoro sporco con una cosa sola in comune, sono l'ultima speranza dell'umanità contro la tua razza". Questa versione è una combinazione della versione dei fumetti del Cadmus, della Suicide Squad e di Checkmate. Nella serie, Cadmus è un progetto del governo creato come mezzo di protezione nell'eventualità che la League diventi malvagia. Il Progetto ebbe inizio quando Superman subì il lavaggio del cervello da Darkseid perché invadesse la Terra alla fine di Le avventure di Superman dove il Progetto (qui chiamato Progetto Achille) fu creato per avere qualche possibilità di scontrarsi con l'Uomo d'Acciaio nel caso che attaccasse la Terra di nuovo. Fu creato da Lex Luthor, e da un comune generale bigotto di nome Nathaniel Hardcastel. L'obiettivo del progetto fu esteso alla League dopo l'incidente con i Justice Lords. I membri di questa versione di Cadmus inclusero Amanda Waller, il Professor Hamilton, Tala, il generale Wade Eiling, il Professor Milo, Maxwell Lord, Hugo Strange, e il Dottor Moon. Per un breve periodo, riuscirono anche a fare sì di avere tra di loro Capitan Atomo. In aggiunta ebbero la Task Force X, nome con cui fu chiamata la versione televisiva della Suicide Squad, per essere utilizzata nelle missioni rischiose. Successivamente si vide che Cadmus era appoggiato da Lex Luthor, che finanziava il Progetto per potersi accaparrare i super poteri per sé; fu creato anche un nuovo Amazo con la mente di Luthor al suo interno. Dopo aver appreso ciò che gli serviva per costruirlo dal Cadmus e aver saputo che la League vi era collegata, Luthor tentò di distruggere l'organizzazione hackerando l'immenso laser distruttore della Torre di Guardia della Justice League of America. Anche se l'edificio venne distrutto, la Waller "rimosse l'impianto secondo il protocollo standard", dopo che Superman e la Cacciatrice vi irruppero per salvare The Question dalla prigione di Moon. Si scoprì più avanti che Brainiac viveva all'interno del corpo di Luthor, migliorando la propria salute fisica (guarendolo inoltre dal cancro causato dal suo anello di kryptonite) e la forza mentre "sottilmente influenzava [le proprie] azioni". Dopo essere stati messi di fronte a Batman, e quindi contro tutto il resto dei membri fondatori della League, che la Waller aveva liberato dalla custodia temporanea da parte del governo degli Stati Uniti d'America, Luthor e Brainiac fuggirono da Washington verso l'edificio del Cadmus che somigliava fortemente al quartier generale della National Security Agency al fine di fondersi con Dark Heart, un essere alieno simil-nanotecnologico che la League riuscì a sconfiggere grazie al prezioso aiuto di Atomo. Dopo aver sconfitto entrambi, il Cadmus cessò le proprie operazioni contro la League, che a quel punto annunciò lo stabilimento di una base planetaria per migliorare le loro relazioni pubbliche. Tuttavia, ci furono alcuni membri fondatori di Cadmus che erano ancora contro la Justice League, come Tala o il generale Eiling. Il Progetto Cadmus fu responsabile della creazione di Galatea (un clone di Supergirl somigliante a Power Girl), di Doomsday, della Banda della Scala Reale, di Volcana, degli Ultimen ed infine di Terry McGinnis (Batman II) (come spiegato nell'episodio Epilogo). Quando il Joker portò via la Banda della Scala Reale dal Cadmus, rubò anche una parte di tecnologia che avrebbe successivamente utilizzato per riscrivere il proprio DNA su Tim Drake, come mostrato negli eventi del film animato Batman of the Future: Il ritorno del Joker.
- Nella serie televisiva Smallville ci si riferì ad una compagnia chiamandola "Laboratori Cadmus", che fu acquistata da Lex Lutor. Questo Cadmus, tuttavia, fu utilizzato da Luthor solo come parte di un grande piano. Dopo che gli fu portato via durante una colluttazione con una donna che fingeva di amare lui e suo padre, si scoprì che il Progetto era una finta. La società fu in grande difficoltà finanziaria e legale, quindi l'"amante" e suo padre si trovavano finanziariamente in ginocchio.
- Nella serie TV Supergirl il Progetto Cadmus è un'operazione segreta del governo volta al fine di studiare gli alieni in laboratori segreti per fare su di loro degli esperimenti crudeli.
- Nella serie TV Titans il Progetto Cadmus appare nella scena post credit al termine dell'episodio S01E11 come teaser della stagione successiva.

### Video giochi
- I Laboratori Cadmus si trovavano in Superman Returns: The Video Game. Durante un'intervista, il produttore esecutivo del videogioco menzionò che tra i vari nemici dei protagonisti vi erano "gli scagnozzi di Bizzarro fuggiti dai Laboratori Cadmus".

## Curiosità
- Al nome del progetto detto forse è ispirato il personaggio di Isaac Sumdac, uno dei protagonisti di Transformers Animated, che a lungo lavora con la tecnologia dei cybertronani per creare la propria azienda; in più adotta una "protoforma" di Cybertron, la quale assorbendo il DNA dell'uomo dà origine a una tecno-organica, Sari.